# Irene Schori
Irene Schori (Zúrich, 4 de diciembre de 1983) es una deportista suiza que compite en curling.
Ganó dos medallas de oro en el Campeonato Mundial de Curling, en los años 2014 y 2016, dos medallas de oro en el Campeonato Mundial de Curling Mixto Doble, en los años 2008 y 2009, y dos medallas en el Campeonato Europeo de Curling, en los años 2010 y 2014.
Participó en los Juegos Olímpicos de Vancouver 2010, ocupando el cuarto lugar en la prueba femenina.

## Palmarés internacional
| Campeonato Mundial             | Campeonato Mundial         | Campeonato Mundial | Campeonato Mundial |
| Año                            | Lugar                      | Medalla            | Prueba             |
| ------------------------------ | -------------------------- | ------------------ | ------------------ |
| 2014                           | Saint John (Canadá)        | Medalla de oro     | Equipo             |
| 2016                           | Swift Current (Canadá)     | Medalla de oro     | Equipo             |
| Campeonato Mundial Mixto Doble |                            |                    |                    |
| Año                            | Lugar                      | Medalla            | Prueba             |
| 2008                           | Vierumäki (Finlandia)      | Medalla de oro     | Mixto doble        |
| 2009                           | Cortina d'Ampezzo (Italia) | Medalla de oro     | Mixto doble        |
| Campeonato Europeo             |                            |                    |                    |
| Año                            | Lugar                      | Medalla            | Prueba             |
| 2010                           | Champéry (Suiza)           | Medalla de plata   | Equipo             |
| 2014                           | Champéry (Suiza)           | Medalla de oro     | Equipo             |